# Sengaku
Ne doit pas être confondu avec Sengaku-ji.
Sengaku (仙覚, 1203 - 1272) est un moine bouddhiste japonais de l'école tendai. Il est aussi érudit, éditeur et critique littéraire.
Son livre principal, qu'il achève en 1269, le Man'yōshū chūshaku, est un traité sur les poèmes réunis dans l'anthologie Man'yōshū. Cet ouvrage joue un rôle important dans le processus de redécouverte du sens original de ce travail fondateur de la poésie japonaise.

## Textes
Les textes publiés de Sengaku comprennent neuf ouvrages en douze publications en une langue et 53 fonds de bibliothèque.
- 萬葉集註釋 (Man'ʼyōshū chūshaku?) (1269); 萬葉集註釋: 仙覺抄, 仁和寺藏 (Man'ʼyōshū chūshaku: Sengaku shō, Ninnaji zō?) Akihiro Satake, ed. (1981).  (ISBN 4653005885 et 9784653005889); OCLC 23315980
- Man'yōshū (萬葉集?) (1709) OCLC 069224675